# 배관

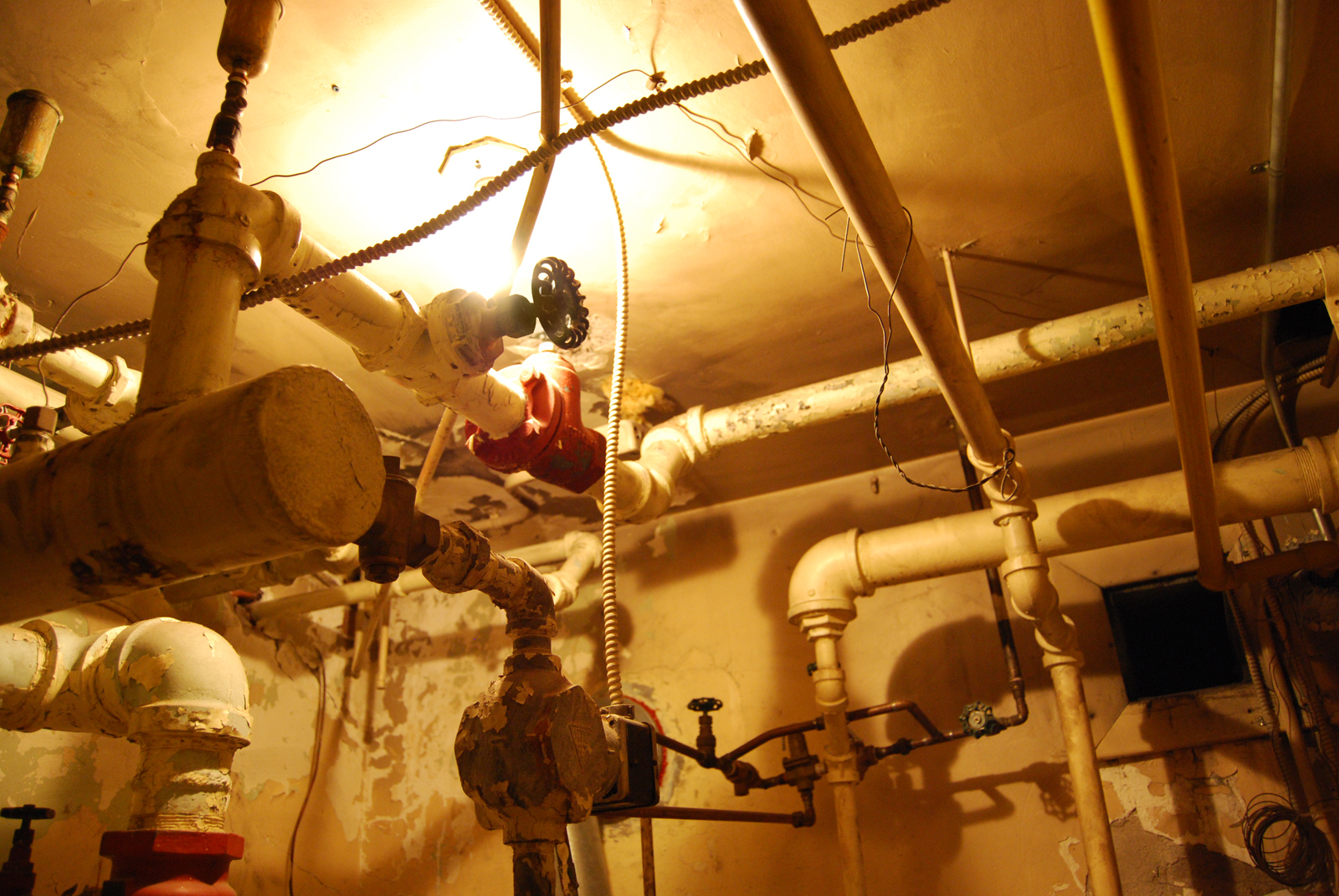

배관(配管)은 액체 · 기체 · 분말 등의 유체를 수송이나 배선 등의 보호를 목적으로 관 (파이프), 튜브 , 호스를 설치하는 것이다. 관 자체를 지칭하는 경우도 있다.
배관은 광범위한 응용 분야에서 유체를 운반하는 모든 시스템이다. 배관은 파이프, 밸브, 배관 설비, 탱크 및 기타 장치를 사용하여 유체를 운반한다. 난방 및 냉방(HVAC), 폐기물 제거 및 음용수 공급은 배관의 가장 일반적인 용도에 속하지만 이러한 용도에 국한되지 않는다. 로마 시대에 사용된 최초의 효과적인 파이프가 납 파이프였기 때문에 이 단어의 영단어 plumbing은 납을 의미하는 라틴어 plumbum에서 파생되었다.
선진국에서 배관 인프라는 공중 보건 및 위생에 매우 중요하다.
보일러 제작자와 파이프피터(pipefitter)는 배관공이 아니지만 무역의 일부로 배관 작업을 하고 일부 배관 공사가 포함될 수 있다.

## 같이 보기
- 수돗물
- 히트파이프
- 호스
- 파이프 (관)
- 관망
- 파이프라인 수송
- 배관공